# ألكسندر ميركل
ألكسندر ميركل (بالألمانية: Alexander Merkel) (ولد في 22 فبراير 1992 في كازاخستان) لاعب كرة قدم في خط الوسط، ألماني من أصل كازاخستاني، يلعب حالياً في نادي نساجي مازندران ومنتخب كازاخستان .

## إحصائات
As of 26 January 2011.
| الفريق         | الموسم         | الدوري المحلي | الدوري المحلي | المحلية الكأس | المحلية الكأس | المسابقات الأوروبية | المسابقات الأوروبية | مسابقات أخرى | مسابقات أخرى | المجموع | المجموع |
| الفريق         | الموسم         | الظهور        | الأهداف       | الظهور        | الأهداف       | الظهور              | الأهداف             | الظهور       | الأهداف      | الظهور  | الأهداف |
| -------------- | -------------- | ------------- | ------------- | ------------- | ------------- | ------------------- | ------------------- | ------------ | ------------ | ------- | ------- |
| إيه سي ميلان   | 2009–10        | 0             | 0             | 0             | 0             | 0                   | 0                   | –            | –            | 0       | 0       |
| إيه سي ميلان   | 2010–11        | 2             | 0             | 2             | 1             | 1                   | 0                   | –            | –            | 5       | 1       |
| Career المجموع | Career المجموع | 2             | 0             | 2             | 1             | 1                   | 0                   | 0            | 0            | 5       | 1       |

1European competitions include the دوري أبطال أوروبا.

2Other tournaments include none to date.

## روابط خارجية
- ألكسندر ميركل على موقع الاتحاد الأوربي (الإنجليزية)
- ألكسندر ميركل على موقع اتحاد تركيا (لاعب) (الإنجليزية)
- ألكسندر ميركل على موقع قاعدة بيانات كرة القدم.إي يو (الإنجليزية)
- ألكسندر ميركل على موقع ناشيونال فوتبول تيمز (الإنجليزية)
- ألكسندر ميركل على موقع Soccerway.com (الإنجليزية)
- ألكسندر ميركل على موقع عالم كرة القدم.نت (الإنجليزية)
- ألكسندر ميركل على موقع AS.com (الإسبانية)